# Yehuda Nevo
Yehuda D. Nevo (* 1932; † 12. Februar 1992) war ein israelischer Archäologe.

## Forschung
Nevo war Mitarbeiter des Negev Archaeological Project: Early Arab Period. The Rural Settlement in the Negev in the 6th-8th centuries AD, geleitet vom Institute of Archaeology an der Hebräischen Universität Jerusalem in Israel. Er und seine Forschungsgruppe entdeckten im Jahre 1981 in der Wüste Negev in Israel, in der Nähe von Sede Boqer mehrere Hundert Felsinschriften in arabischer Sprache, geschrieben in primitivem  Kufi-Duktus. Die ersten Ergebnisse des genannten Projektes hat Yehuda Nevo auf dem 3rd International Colloquium: From Jahiliyya to Islam (30. Juni bis 6. Juli 1985) vorgetragen: Yehuda D. Nevo: Sde Boqer and the Central Negev. 7th-8th Century AD. Die Arbeit ist als Sonderdruck zum Kolloquium erschienen. Seine weiteren Interpretationen der Funde in Sede Boqer hat er dann in seinem Artikel Towards a Prehistory of Islam (1994) publiziert.
Weitere Ergebnisse sind  mit Zemira Cohen und Dalia Heftman in Ancient Arabic inscriptions from the Negev veröffentlicht worden.  Die publizierten Funde aus 1981–1982 und 1986–1988 waren die Grundlagen dafür, die Ursprünge des Islam und die frühe islamische Geschichte zu hinterfragen. Nevo gehört damit zur Revisionistischen Schule der Islamwissenschaft.
In seinem Buch Crossroads to Islam: The Origins of the Arab Religion and the Arab State, das er gemeinsam mit der Bibliothekarin Judith Koren schrieb, stellt er eine Theorie über die Ursprünge und Entwicklung des islamischen Staates und der islamischen Religion vor. Er zweifelt grundsätzlich an der Historizität der klassischen islamischen Überlieferungen über die Frühzeit des Islam. Seiner Meinung nach waren die Araber noch Heiden, als sie den Nahen Osten eroberten. Sie übernahmen den jüdisch-christlichen Monotheismus der von ihnen eroberten Völker, und formten später daraus eine eigenständige Religion. Auf diese Weise werden die Geschichten über Mohammed und den Koran für vollkommen unwahr gehalten. Dieser starke Skeptizismus führte zu einer heftigen Kritik durch andere Historiker.
Einige seiner Arbeiten veröffentlichte er auch im Buch The Quest for the Historical Muhammad, bearbeitet von Ibn Warraq.
In dem Buch Die dunklen Anfänge, herausgegeben von Karl-Heinz Ohlig, werden die Ansätze von Nevo weitergeführt.

## Kritik an Nevos Forschungen
Der deutsche Orientalist Werner Diem zeigte in einer Rezension des Buches Ancient Arabic inscriptions from the Negev verschiedene Fehler in der Transkription auf und kritisierte die Übersetzung einzelner Wörter; er ist der Meinung, dass, „in spite of certain philological shortcomings the volume is a substantial contribution to the field of early Arabic epigraphy with important new material concerning paleography, orthography and language“. Zugleich weist Diem darauf hin, dass einige Koranverse in den Inschriften nicht als solche erkannt worden seien, die man insgesamt in einer Konkordanz hätte zusammenfassen sollen, denn: „If all Qurʾānic quotations and references had been identified by the editors and collected in a concordance, Nevo’s judgement about the number of Qurʾānic expressions in the inscriptions would probably have been different.“

## Werke
- Crossroads to Islam: The Origins of the Arab Religion and the Arab State, Yehuda D. Nevo und Judith Koren, Prometheus Books, Amherst, NY, 2003, ISBN 1-59102-083-2
- Ancient Arabic inscriptions from the Negev, bearbeitet von Yehuda D. Nevo, Zemira Cohen, Dalia Heftman, IPS, Negev, Israel, 1993, ISBN 965-435-001-7
- Pagans and herders: a re-examination of the Negev runoff cultivation systems in the Byzantine and early Arab periods, Yehuda D. Nevo, IPS, Negev, Israel, 1991, ISBN 965-435-000-9
- Towards a Prehistory of Islam. In: Jerusalem Studies in Arabic and Islam. 17 (1994), 108–141